# Расторгуєв Олексій Іванович
Олексій Іванович Расторгуєв (17 грудня 1930, Лісхімстрой, Луганська область — пом. 13 грудня 2002, Сєвєродонецьк, Луганська область) — радянський футболіст, захисник, по завершенні кар'єри — радянський та український тренер. Заслужений тренер Української РСР.

## Клубна кар'єра
Футбольну кар'єру розпочав у 1950 році в дніпродзержинському «Металурзі». Потім проходив військову службу, а в 1954 році дебютував у складі сєверодонецького «Хіміка». У 1957 році перейшов у ворошиловградські «Трудові Резерви», проте провів за команду всього одну гру. Так і не закріпившись в складі, повернувся в рідний «Хімік», за який виступав до 1964 року, був капітаном команди. У 1964 році завершив кар'єру гравця.

## Кар'єра тренера
По завершенні виступів приступив до роботи в тренерському штабі «Хіміка». У 1968 році став головним тренером сєвєродонецької команди. Під його керівництвом в 1970 році Хімік став чемпіоном класу «Б», вигравши фінал УРСР і отримав право на підвищення в класі. У 1972 році став начальником команди, пропрацювавши на цій посаді 2 роки.
З 1975 року — старший тренер кіровоградської «Зірки». У тому ж році очолювана ним команда виграла Кубок Української РСР. Працював у «Зірці» до кінця 1981 року, після чого перейшов в дніпродзержинський «Металург», а в 1985 році став головним тренером стахановського «Стахановця». З 1987 року — тренер у горлівському «Шахтарі». На цій посаді працював до 1989 року, у 1988 році деякий час був головним тренером команди. Після цього повернувся в рідний «Хімік», спочатку на посаду тренера, а згодом — начальника команди. Пропрацював в сєверодонецькому клубі до 1997 року. Помер 13 квітня 2002 року у віці 70 років
З 2003 року в Сєвєродонецьку проводиться футбольний турнір пам'яті заслуженого тренера України Олексія Расторгуєва.

## Досягнення

### Як тренера
«Хімік» (Сєвєродонецьк)
- Клас «Б» (2 група, УРСР)
  -  Чемпіон (2): 1967, 1970

- Чемпіонат УРСР
  -  Чемпіон (1): 1970
  -  Срібний призер (1): 1967

«Зірка» (Кропивницький)
- Кубок УРСР
  -  Володар (1): 1975

### Індивідуальні
- Заслужений тренер Української РСР